# 豊中市立新田南小学校
豊中市立新田南小学校（とよなかしりつ しんでんみなみしょうがっこう）は、大阪府豊中市上新田四丁目にある公立小学校。
豊中市立新田小学校の児童数増加により、1984年に同校から分離開校した。

## 沿革
豊中市立新田小学校の児童数が増加したため、1984年1月に同校からの新設分離校の建築工事に着工した。建設着工と前後して、新校の校区も決定している。1984年2月には新設校の名称が豊中市立新田南小学校と決定した。
豊中市立新田南小学校は1984年4月1日付で開校した。豊中市上新田3-4丁目在住の5年生以下の児童が転入し、同年入学の1年生とあわせて5学年で開校した。
当初は校舎建築が間に合わなかったため、新田小学校内に仮校舎を設置していた。同年8月28日に校舎が一部完成し、2学期より現在地に移転して授業を開始した。
1984年11月1日に校章を制定した。この日を創立記念日としている。
1994年度・1995年度の2年間、学校図書館教育研究校に指定された。

### 年表
- 1984年1月 - 着工
- 1984年4月 - 開校
- 1984年8月28日 - 新校舎が完成。2学期より現在地に移転
- 1984年11月 - 校章を制定。この日を創立記念日とする。

## 通学区域
- 豊中市 上新田3丁目・4丁目。

卒業生は豊中市立第九中学校へ進学する。

## 著名な出身者
- 神尾真由子（ヴァイオリニスト）[1][2]
- 佐藤淳 (サッカー指導者)
- 矢井田瞳 (歌手)

## 交通
- 北大阪急行 桃山台駅 北東へ約1km。
- 北大阪急行・大阪モノレール 千里中央駅 南へ約1km。
- 阪急千里線 南千里駅 北へ約1km。